# Scopevisio
Scopevisio ist eine cloudbasierte Unternehmenssoftware für die zentralen Geschäftsprozesse in mittelständischen Unternehmen. Die Software wird von der Scopevisio AG mit Sitz in Bonn als Software as a Service bereitgestellt und umfasst betriebswirtschaftliche Anwendungen für Marketing, Vertrieb, Projekte, Abrechnung, Buchhaltung, Finanzen und Dokumentenmanagement.

## Geschichte
Nach Vorbereitungen in den Jahren 2005 und 2006 begann die Scopevisio AG 2007 mit der Entwicklung und dem Design der Basistechnologie für eine rein Cloud-basierte betriebswirtschaftliche Software. Ab 2008 fokussierten sich die Gründer auf den ersten Anwendungsbereich, die Finanzbuchhaltung, 2010 folgte die Abrechnung und 2011 ein CRM-System.
Im Jahr 2012 stellte die Scopevisio in Kooperation mit dem Partner Deutsche Telekom erstmals die „Smart-Line“ für kleine Unternehmen auf der CeBIT vor. Parallel wurde eine Produktlinie speziell für die Bedürfnisse mittelständischer Unternehmen entwickelt und im März 2013 auf der CeBIT als „Business-Line“ in den Markt eingeführt. Im gleichen Jahr präsentierte Scopevisio mehrere 2GO-Anwendungen, die zur Bedienung mit Touchscreen auf mobilen Endgeräten optimiert sind. Die Anwendungen 2GO sind optimiert für die mobile und schnelle Nutzung für unterwegs, fundieren aber ebenfalls auf der integrieren Unternehmenslösung. Im Juli 2013 wurde Teamwork, ein Cloud-Dokumentenmanagement-System (DMS) mit Enterprise-Content-Management (ECM)-Funktion vorgestellt. Bis Ende 2013 wurden eine professionelle e-Commerce-Anwendung zur Anbindung an Multi-Channel-Marketplaces und Multi-Channel-Shops in das ERP-System integriert. Im März 2014 wurde wiederum auf der CeBIT 2014 die „Enterprise-Line“ für mittlere und größere Mittelständler vorgestellt und in den Markt eingeführt. Die Anwendung CRM wurde im Jahr 2015 als Werkzeug für die Vertriebssteuerung weiter ausgebaut. Die Anwendung ABRECHNUNG unterstützt seit 2015 das elektronische Rechnungsformat ZUGFeRD. Im selben Jahr war Scopevisio einer der Entwicklungspartner für die Schnittstelle DATEVconnect online, die den digitalen Belegaustausch zwischen Unternehmer und Steuerkanzlei vereinfacht. Seit 2016 verfolgt das Unternehmen mit Openscope ein offenes Schnittstellenkonzept. Über APIs können Drittsysteme funktional angebunden und Daten ausgetauscht werden. Im Jahr 2017 kündigte die Scopevisio AG an, die Unternehmenssoftware durch Verfahren der künstlichen Intelligenz zu ergänzen, um Geschäftsprozesse noch weiter zu automatisieren. Auf der CeBIT 2017 wurde mit dem Scoper erstmals die Betaversion eines digitalen Assistenten vorgestellt, der über Sprache gesteuert werden kann.

## Anwendungsgebiete / Funktionen
Die Scopevisio-Anwendungen werden für mittelständische Unternehmen und Unternehmensgruppen angeboten. Die Software umfasst folgende Anwendungen:
- CRM: Vertriebssteuerung und Marketing
- Projekte: Projektsteuerung und Zeiterfassung
- Abrechnung[5]: Aufträge und Fakturierung, e-Commerce
- Finanzen: Bilanz und Gewinn- und Verlustrechnung (GuV) inklusive Anlagenbuchhaltung, Banking, Berichtswesen und Controlling
- Teamwork-DMS: Enterprise-Content-Management, Dokumenten-Management, e-Collaboration, Archivierung
- Anwendungen für die mobile Nutzung auf Tablet und Smartphone (CRM2Go, Finanz2Go, Projekte2Go u. a.)

Die Anwendungen können als Einzelapplikationen genutzt oder zu einer integrierten Unternehmenssoftware kombiniert werden.